# Ďábel

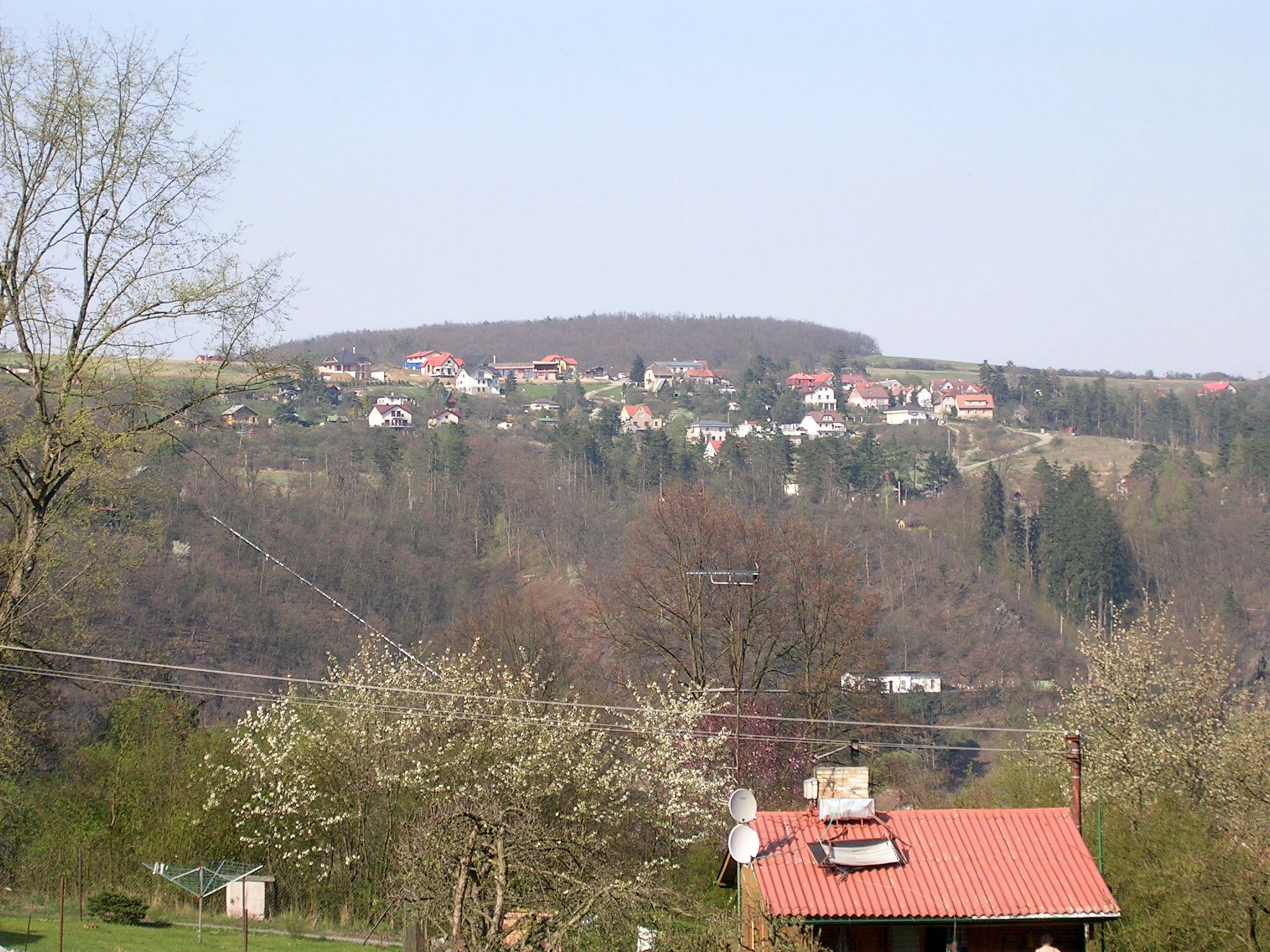
Blick von Süden auf Petrov, im Hintergrund der Ďábel

Der Ďábel, früher Kopanina, ist ein Berg in Tschechien. Er erhebt sich unmittelbar nördlich der Ortschaft Petrov im Okres Praha-západ. Auf dem Ďábel befindet sich der Geometrische Mittelpunkt Böhmens. 

## Lage und Umgebung
Der Ďábel liegt im Westen der Jílovská vrchovina (Euler Bergland), des nördlichsten Teils der Středočeská pahorkatina (Mittelböhmisches Hügelland). Der mit Laubmischwald bestandene Berg wird von Wiesen und Feldern umgeben. Gegen Norden und Osten erstreckt sich der Naturpark Střed Čech, zu dessen Gebiet der Ďábel nicht gehört. Nördlich unterhalb des Berges liegt das tief eingeschnittene bewaldete Tal des Zahořanský potok. Am westlichen Fuß entspringt der Bach Zátrnovský potok, südlich – in Petrov – der Bach Amarila.
Auf dem Gipfel des Ďábel befindet sich mitten im Wald ein umzäuntes wasserwirtschaftliches Objekt mit einem Einzelhaus, am Nordhang unterhalb des Waldes liegt ein weiterer Einzelhof. Südlich liegt das Dorf Petrov, südwestlich die Siedlung Chlomek.

## Geometrischer Mittelpunkt Böhmens
160 m nordwestlich des Gipfels befindet sich im Wald der geometrische Mittelpunkt Böhmens⊙.
An dem Platz ist eine Informationstafel mit der Beschreibung der Berechnungsmethode aufgestellt.
Ausgangsgrundlage dafür bildet ein Kreis mit einem Radius von 105 km, der im Böhmerwald, im Erzgebirge und bei Oybin die deutsche Grenze, bei Orle die polnische Grenze, bei Přibyslav die mährische Grenze und bei Rottal die österreichische Grenze erreicht. 

## Geschichte
Der Berg war nach der Besiedlung der Gegend im 13. Jahrhundert unbewaldet und wurde sowohl als Wacht als auch als Weideland genutzt. Das Benediktinerkloster Insula unterhielt in Davle eine Wache, die die Bewegungen in den Tälern der Moldau und der Sázava beobachtete. Im Falle herannahender Gefahr wurde von dem weit sichtbaren Berg ein Signal gegeben. Erst im 18. Jahrhundert wurde der damals Kopanina genannte Berg wieder aufgeforstet.

## Name
Die wörtliche Übersetzung von Ďábel ist „Teufel“. Der Petrover Ortschronist Otakar Vorel erklärt die Herkunft des Namens des Berges als auch der Minderstadt Davle vom Wort „dávati“ („aufpassen“). Demzufolge ergibt sich eine Wortbedeutung als „hora Davelská“ („Dawler Berg“).

## Aussicht
Der Gipfel des Ďábel bietet wegen der hohen Bewaldung keinerlei Aussicht. Die Wiesenflächen unterhalb des Berges gewähren eine freie Sicht über die Täler der Moldau, Sázava und des Zahořanský potok zu den gegenüberliegenden Hochflächen.